# Pablo Brägger
Pablo Dominic Brägger (Oberbüren, 27 novembre 1992) è un ginnasta svizzero.

## Palmarès

### Europei
- 3 medaglie:
  - 1 oro (Cluj-Napoca 2017 nella sbarra)
  - 2 bronzi (Montpellier 2015 nel corpo libero; Berna 2016 a squadre)